# Frank Nopper

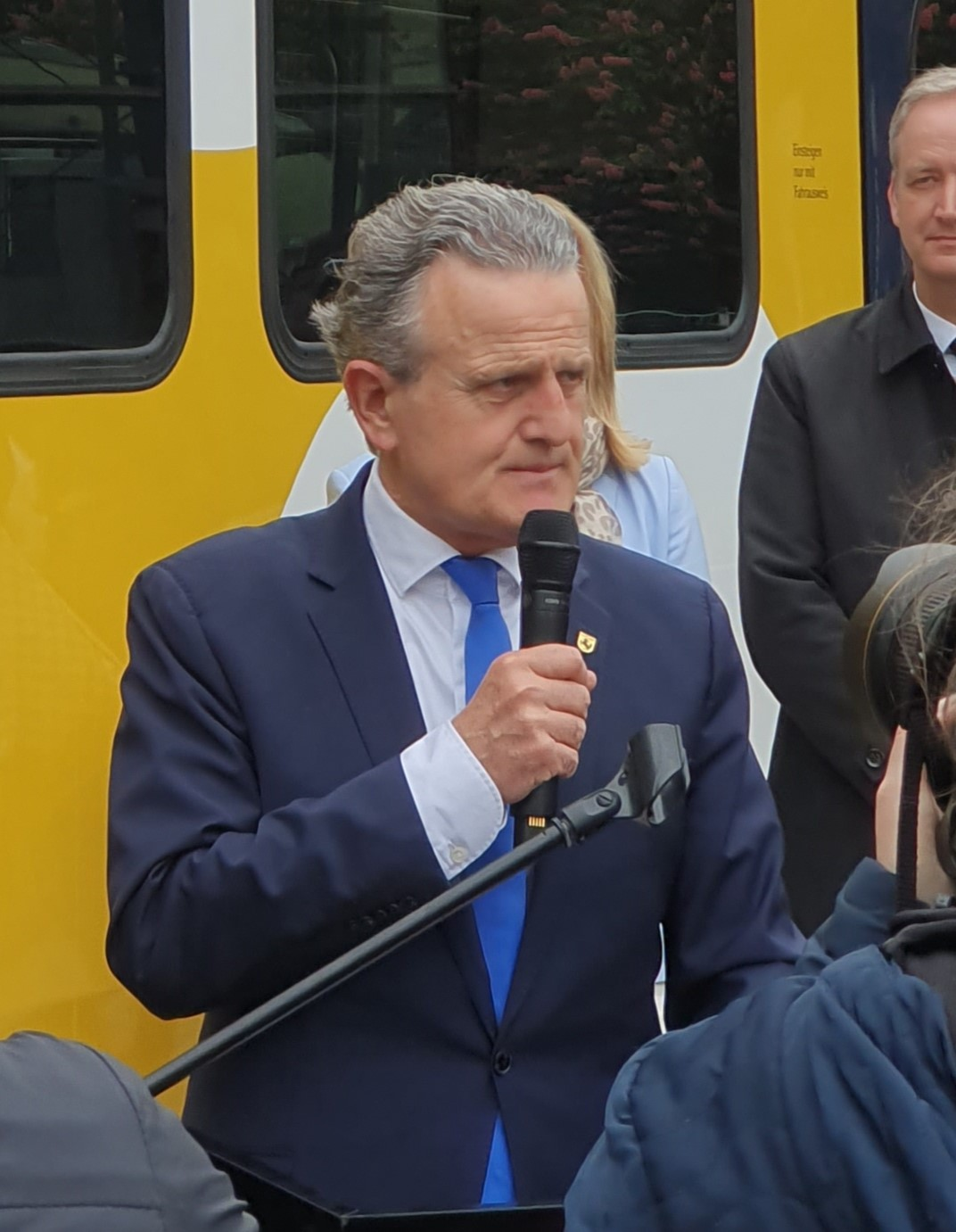
Frank Nopper (2023)

Frank Dietrich Nopper (* 25. Mai 1961 in Stuttgart) ist ein deutscher Kommunalpolitiker (CDU). Er ist Oberbürgermeister der Landeshauptstadt Stuttgart. Nachdem er seine Amtsgeschäfte seit seiner Wahl am 4. Februar 2021 zunächst als Amtsverweser geleitet hatte, ist er seit dem 4. Januar 2022 gewählter Oberbürgermeister. Zuvor war er von 2002 bis 2021 Oberbürgermeister von Backnang.

## Familie
Frank Nopper stammt aus einer Stuttgarter Familie. 1816 gründete sein Vorfahr Johann Friedrich Nopper im Stuthaus neben der Stuttgarter Stiftskirche die Eisenhandlung Friedrich Nopper, die 1900 mit der Firma Zahn & Compagnie zu Zahn-Nopper verschmolz. Die Firma existierte bis 1988; nach ihr sind eine Straße sowie eine Haltestelle der Buslinie 99 in Zuffenhausen („Zahn-Nopper-Straße“) benannt. Ein Urgroßvater Frank Noppers war Stadtschultheiß in Cannstatt. Auch Frank Noppers Vater Manfred war politisch aktiv, so war er 1966 bei der Oberbürgermeisterwahl Herausforderer von Arnulf Klett, außerdem saß er für die FDP/DVP und später für die CDU über viele Jahre im Gemeinderat der Stadt Stuttgart. Noppers Bruder, Klaus Nopper, ist Stadtrat in Stuttgart.
Frank Nopper lernte seine heutige Frau Gudrun Nopper 1995 kennen. Das Paar hat zwei Söhne.

## Ausbildung und Beruf
Nach dem Abitur am Stuttgarter Wilhelms-Gymnasium leistete Frank Nopper den 15-monatigen Grundwehrdienst bei der Bundeswehr. Danach absolvierte er eine Lehre als Bankkaufmann bei der Dresdner Bank AG in Stuttgart. Das Studium der Rechtswissenschaften an der Eberhard-Karls-Universität Tübingen und an der Deutschen Universität für Verwaltungswissenschaften Speyer sowie den juristischen Vorbereitungsdienst des Landes Baden-Württemberg schloss er mit dem Ersten und Zweiten juristischen Staatsexamen ab. Mit der Dissertation Bund-Länder-Haftung beim fehlerhaften Verwaltungsvollzug von Gemeinschaftsrecht durch die deutschen Länder wurde er 1997 an der Eberhard-Karls-Universität Tübingen unter Wolfgang Graf Vitzthum und Ferdinand Kirchhof zum Dr. iur. promoviert.
Nach beruflichen Stationen als Leiter der Abteilung Recht und Verwaltung bei der Messe Stuttgart sowie als Geschäftsführer des Landesinnungsverbands des Schreinerhandwerks Baden-Württemberg wurde Nopper im Jahr 2002 Oberbürgermeister der Großen Kreisstadt Backnang.

## Politische Laufbahn

### Regionalversammlung
Sein erstes Mandat errang Nopper 1994 bei der Wahl zur Regionalversammlung des Verbands Region Stuttgart als Kandidat der CDU. Er trat zuerst im Wahlkreis Stuttgart, später im Wahlkreis Rems-Murr-Kreis an.

### Oberbürgermeister von Backnang
Frank Nopper wurde im Jahr 2002 zum Oberbürgermeister der Großen Kreisstadt Backnang gewählt. Er setzte sich im zweiten Wahlgang gegen den vorherigen Amtsinhaber Jürgen-Heinrich Schmidt (SPD) mit 45,0 Prozent der Stimmen durch. Im Jahr 2010 wurde Nopper mit 86,8 Prozent der Stimmen bei einer Wahlbeteiligung von 36,8 Prozent für eine zweite Amtszeit und im Jahr 2018 mit 87 Prozent der Stimmen bei einer Wahlbeteiligung von knapp 37 Prozent für eine dritte Amtszeit wiedergewählt. Nach seinem Ausscheiden aus dem Amt entschied der Gemeinderat der Großen Kreisstadt Backnang ihn zum Ehrenbürger der Stadt zu ernennen. Ihm folgte Maximilian Friedrich nach.

### Oberbürgermeister von Stuttgart

#### Wahl zum Oberbürgermeister

Karte der stimmenstärksten Kandidaten je Stadtbezirk beim zweiten Wahlgang der Oberbürgermeisterwahl 2020

Im Februar 2020 legte sich der CDU-Kreisvorstand in Stuttgart auf Nopper als Kandidaten bei der Oberbürgermeisterwahl in Stuttgart fest. Die Transparenz-Initiative Lobbycontrol kritisierte die intransparente Finanzierung von Noppers Wahlkampf über einen Verein, für den die Offenlegungspflichten des Parteiengesetzes nicht gelten.
Im ersten Wahlgang am 8. November 2020 erreichte er mit 31,8 Prozent der Stimmen das beste Ergebnis der Kandidaten. Im zweiten Wahlgang am 29. November 2020 wurde er mit 42,3 Prozent als Nachfolger des nicht mehr angetretenen Fritz Kuhn (Grüne) zum neuen Oberbürgermeister von Stuttgart gewählt. Sein stärkster Herausforderer Marian Schreier kam auf 36,9 Prozent. Der Amtsantritt war für den 7. Januar 2021 vorgesehen. Durch Einsprüche gegen die Wahl verzögerte er sich. Am 4. Februar 2021 wurde er zunächst als Amtsverweser eingesetzt. Seit dem 4. Januar 2022 ist er offiziell Oberbürgermeister, nachdem die Einsprüche vom Verwaltungsgericht Stuttgart zurückgewiesen wurden und die Einspruchsfristen abgelaufen waren. Am 20. Januar 2022 wurde er vereidigt.

#### Politische Positionen
Nopper vertrat im Oberbürgermeister-Wahlkampf die Ansicht, dass es beim Umstieg auf neue Antriebstechnologien Unterstützung der Automobilwirtschaft von Seiten der Kommunen bedarf. In der Verkehrspolitik sprach sich Nopper für einen „echten Mobilitätsfrieden“ zwischen dem Auto, dem Rad, dem öffentlichen Personennahverkehr und dem Fußgänger aus.
Da es in Stuttgart an bezahlbarem Wohnraum mangelt, setzt sich Nopper für preiswerte Wohnungen ein. Als Ziel nannte er mindestens 2000 neue Wohnungen pro Jahr. Neuer Wohnraum solle etwa durch Nachverdichtung und neue Wohnquartiere wie die Neckar-City, dem Neckarpark, das Stöckach-Areal oder dem Eiermann-Campus geschaffen werden.
In der Nacht vom 20. auf den 21. Juni 2020 kam es zu Ausschreitungen in der Stuttgarter Innenstadt. Im Rahmen der Aufarbeitung sagte Nopper, man müsse weg vom Image der Problemstadt, Verbotsstadt und Krawallstadt.
Feministische Gruppierungen kritisierten Nopper für „eine offen antifeministische Agenda“. Zum Beispiel warb Nopper im OB-Wahlkampf 2020 mit dem Werbespruch „Schaffen statt gendern“.

## Ehrungen
- Ehrenbürger der Stadt Backnang (2021)

## Schriften
- Bund-Länder-Haftung beim fehlerhaften Verwaltungsvollzug von Gemeinschaftsrecht durch die deutschen Länder. Nomos, Baden-Baden. 1998. ISBN 978-3-7890-5679-6 (Dissertation, Universität Tübingen, Juristische Fakultät 1997).
- Das Backnang-Lexikon. Hrsg. von Bernhard Trefz und Frank Nopper und bearb. von Marion Baschin. Friedrich Stroh Verlagsgesellschaft, Backnang. 2014. ISBN 978-3-927713-56-7.
- Liebes altes Degerloch : ein Heimatbuch für Degerloch mit Sonnenberg. Wegra-Verlagsgesellschaft: Stuttgart, 1985. ISBN 978-3-9215-4619-2.